# 三友牧場
三友牧場（みともぼくじょう）は、北海道中標津町にある牧場。
創業は1968年。代表者は三友盛行。
酪農がめまぐるしく近代化（効率化多頭飼育）されていく中で北海道でも今では少なくなった、輸入穀物をほとんど与えずに夏は放牧、冬は干草で牛を飼養するという酪農をポリシーをもって行っている。
生産された牛乳を使用しカチョカバロ等のチーズ生産をおこなっている

## 出版
- 『マイペース酪農 - 風土に生かされた適正規模の実現』農山漁村文化協会 ISBN 978-4540992315

## テレビ出演
- 2009年10月6日 22:00 - 22：50 NHK『プロフェッショナル 仕事の流儀「立ち止まり、足るを知る〜酪農家・三友盛行〜」』
  - 番組内容「“奇跡”の牛乳づくり神様と呼ばれる酪農家夏の北海道の大自然のなかで、牛と語り合う」